# Ерала
Е́рала (ест. Erala küla) — село в Естонії, у волості Тарту повіту Тартумаа.

## Населення
Чисельність населення на 31 грудня 2011 року становила 225 осіб.

## Географія
Через населений пункт проходить автошлях 39 (Тарту — Йиґева — Аравете).